# Tuany Barbosa Siqueira
Tuany Priscila Barbosa Siqueira (Rio de Janeiro, 26 de maio de 1993) é uma atleta paralímpica brasileira.

## Biografia e carreira
Tuany é natural da cidade do Rio de Janeiro. Ela praticou judô convencional dos oito aos vinte e um anos de idade, no que era atleta do Instituto Reação, de Flávio Canto. Em 2014, sofreu um acidente durante uma luta contra a cubana Idalys Ortiz no Grand Prix de Judô em São José dos Campos. Tuany rompeu todos os ligamentos do joelho, além do nervo fibular o que lhe causou uma deficiência motora e falta de sensibilidade em sua perna direita.
A carioca iniciou no atletismo em 2017. Fez sua estréia na modalidade na etapa regional Rio-Sul do Ciruito Loterias Caixa de Atletismo e Natação, na qual já iniciou conquistando a medalha de prata no arremesso de peso da classe F57. Durante os Jogos Parapan-Americanos de 2019 foi bronze no disco classe F55 e prata no peso classe F57. Após essas conquistas, Tuany, junto com outros atletas paralímpicos, recebeu homenagem e diploma da Assembleia Legislativa do Rio de Janeiro. Tuany disputou os Jogos Paralímpicos de Verão de 2020 onde ficou em 10.º lugar no lançamento de disco e sexto lugar no arremesso de peso.